# Cele Goldsmith Lalli
Cele Goldsmith Lalli (Scranton, 8 de abril de 1933 - Newtown, 14 de enero de 2002) fue una editora estadounidense de ciencia ficción, más conocida por ocupar el cargo de editora en Amazing Stories desde 1959 a 1965 y Fantastic desde 1958 a 1965, para posteriormente pasar a transformarse en la redactora jefe de Modern Bride.
En noviembre de 1955 Ziff-Davis la contrató como asistente, comenzando como ayudante en el desarrollo de dos nuevas revistas: Dream World y Pen Pals. También se encargó de revisar las cartas y manuscritos no solicitados que se remitían a las revistas, para posteriormente asumir mayores responsabilidades. En 1957 se la nombró redactora jefa de Amazing y Fantastic, por lo que pasó a encargarse de las tareas administrativas y la lectura de manuscritos no solicitados; a finales de 1958 se convirtió en editora, reemplazando a Fairman, quien pasó a editar la revista Ellery Queen's Mystery Magazine. Goldsmith estuvo abierta a nuevos autores y a la experimentación en la escritura. Entre sus descubrimientos se cuentan Thomas M. Disch, Ursula K. Le Guin, Keith Laumer, Sonya Dorman —como escritora de ficción— y Roger Zelazny. También sirvió de instrumento para traer de vuelta a Fritz Leiber, quien se encontraba en una autoinducida jubilación —publicó un número entero dedicado a su obra en 1959—, y fue una de las primeras editoras de Estados Unidos en publicar al británico J. G. Ballard.
En 1964 se casó y tomó el apellido Lalli. En esa época, recibió un premio especial en la Convención mundial de ciencia ficción por su trabajo en las revistas. Tanto Le Guin, como los posteriores editores de Amazing Stories y Fantastic Barry N. Malzberg y Ted White, reconocieron la importancia de este logro.
En 1965, Ziff-Davis vendió las dos revistas la editorial de Sol Cohen, fundadora de Ultimate Publications. Lalli continuó en Ziff-Davis, donde trabajó en Modern Bride durante 30 años.
Tras su retiro, falleció en un accidente de tránsito en Newtown, Connecticut.